# Ceratomyxa pinguis
Ceratomyxa pinguis is een microscopische parasiet uit de familie Ceratomyxidae. Ceratomyxa pinguis werd in 1960 beschreven door Meglitsch. 